# دوري جرينلاند لكرة القدم 1977
دوري جرينلاند لكرة القدم 1977 هو موسم من دوري جرينلاند لكرة القدم. فاز فيه Nagdlunguaq-48 ‏.